# Filmjahr 1951
Liste der Filmjahre

◄◄ | ◄ | 1947 | 1948 | 1949 | 1950 | Filmjahr 1951 | 1952 | 1953 | 1954 | 1955 | ► | ►►

Weitere Ereignisse

## Ereignisse
- 18. Januar: Premiere des deutschen Films Die Sünderin (Regie: Willi Forst). Wegen angeblicher Glorifizierung von Prostitution, Sterbehilfe und Suizid kommt es zu massiven Protesten kirchlicher Kreise, die dem Film weiteren Publikumszuspruch bescheren.
- 6. Juni: Die Eröffnung der 1. Berlinale findet unter riesigem Publikumsandrang im Titania-Palast in Berlin-Steglitz statt. Die Berliner Philharmoniker spielen, bevor der außer Konkurrenz laufende Eröffnungsfilm Rebecca von Alfred Hitchcock gezeigt wird.
- 28. Juli: Der Disney-Film Alice im Wunderland nach dem gleichnamigen Roman von Lewis Carroll hat in den USA seine Weltpremiere.
- 17. Dezember: In Schweden wird der Film Sie tanzte nur einen Sommer erstmals gezeigt. Eine Nacktbadeszene darin sorgt für weltweiten Gesprächsstoff.
- Die beiden Manager Arthur Krim und Robert Benjamin übernehmen das Ruder der United Artists.

## Erfolgreichste Filme

### Top 10 in den USA
Die zehn erfolgreichsten Filme an den US-amerikanischen Kinokassen nach Einspielergebnis.
| Platz | Filmtitel                | Einspielergebnis in US-Dollar |       |
| ----- | ------------------------ | ----------------------------- | ----- |
| 1.    | Quo Vadis                | 11.143.000                    | [ 1 ] |
| 2.    | Show Boat                | 5.293.000                     | [ 1 ] |
| 3.    | David and Bathsheba      | 4.720.000                     | [ 2 ] |
| 4.    | The Great Caruso         | 4.309.000                     | [ 1 ] |
| 5.    | A Streetcar Named Desire | 4.250.000                     | [ 3 ] |
| 6.    | The African Queen        | 4.100.000                     | [ 3 ] |
| 7.    | That's My Boy            | 3.800.000                     | [ 4 ] |
| 8.    | An American in Paris     | 3.750.000                     | [ 1 ] |
| 9.    | A Place in the Sun       | 3.500.000                     | [ 4 ] |
| 10.   | Father's Little Dividend | 3.122.000                     | [ 1 ] |

### In anderen Staaten
| Land                   | Filmtitel                           | Besucher oder Einspielergebnis |        |
| ---------------------- | ----------------------------------- | ------------------------------ | ------ |
| Frankreich             | Samson and Delilah                  | 7.116.442 Bes.                 | [ 5 ]  |
| Indien                 | Awaara                              | 23 Millionen ₹                 | [ 6 ]  |
| Italien                | Anna                                | 8.965.624 Bes.                 | [ 7 ]  |
| Japan                  | Genji Monogatari                    | 141.050.000 Yen                | [ 8 ]  |
| Sowjetunion            | V mirnye dni (In friedlichen Tagen) | 23.5 Millionen Bes.            | [ 9 ]  |
| Vereinigtes Königreich | The Great Caruso                    | 12.4 Millionen Bes.            | [ 10 ] |

## Filmpreise

### Golden Globe Award
Am 28. Februar fand im Ciro’s in Los Angeles die Golden-Globe-Verleihung statt.
- Bestes Drama: Boulevard der Dämmerung von Billy Wilder
- Bester Schauspieler (Drama): José Ferrer in Cyrano de Bergerac
- Beste Schauspielerin (Drama): Gloria Swanson in Boulevard der Dämmerung
- Bester Schauspieler (Musical/Komödie): Fred Astaire in Three Little Words
- Beste Schauspielerin (Musical/Komödie): Judy Holliday in Die ist nicht von gestern
- Bester Regisseur: Billy Wilder für Boulevard der Dämmerung
- Bester Nebendarsteller: Edmund Gwenn in Mister 880
- Beste Nebendarstellerin: Josephine Hull in Mein Freund Harvey
- Bestes Drehbuch: Joseph L. Mankiewicz für Alles über Eva

### Academy Awards
Die Oscarverleihung findet am 29. März im RKO Pantages Theatre in Los Angeles statt. Moderator ist Fred Astaire.
- Bester Film: Alles über Eva von Joseph L. Mankiewicz
- Bester Hauptdarsteller: José Ferrer in Cyrano de Bergerac
- Beste Hauptdarstellerin: Judy Holliday in Die ist nicht von gestern
- Bester Regisseur: Joseph L. Mankiewicz für Alles über Eva
- Bester Nebendarsteller: George Sanders in Alles über Eva
- Beste Nebendarstellerin: Josephine Hull in Mein Freund Harvey
- Bestes Drehbuch: Charles Brackett und Billy Wilder für Boulevard der Dämmerung
- Beste Musik: Franz Waxman für Boulevard der Dämmerung

Vollständige Liste der Preisträger

### Filmfestspiele von Venedig
Das Festival in Venedig findet vom 20. August bis zum 10. September statt. Die Jury wählt folgende Preisträger aus:
- Goldener Löwe: Rashomon von Akira Kurosawa
- Bester Schauspieler: Jean Gabin in Die Nacht ist mein Reich (La nuit est mon royaume)
- Beste Schauspielerin: Vivien Leigh in Endstation Sehnsucht
- Spezialpreis der Jury: Elia Kazan für die Adaption und meisterliche Inszenierung des Bühnenstückes Endstation Sehnsucht für die Leinwand

### Internationale Filmfestspiele von Cannes 1951
Das Festival in Cannes findet vom 3. April bis zum 20. April statt. Die Jury wählt folgende Preisträger aus:
- Großer Preis des Festivals: Fräulein Julie von Alf Sjöberg und Das Wunder von Mailand von Vittorio de Sica
- Bester Schauspieler: Michael Redgrave in The Browning Version
- Beste Schauspielerin: Bette Davis in Alles über Eva
- Bester Regisseur: Luis Buñuel für Die Vergessenen
- Jury Spezialpreis: Joseph L. Mankiewicz für die Regie von Alles über Eva

### Deutscher Filmpreis
- Bester Film: Das doppelte Lottchen
- Beste Regie: Josef von Báky (Das doppelte Lottchen)

### New York Film Critics Circle Award
- Bester Film: Endstation Sehnsucht von Elia Kazan
- Beste Regie: Elia Kazan für Endstation Sehnsucht
- Bester Hauptdarsteller: Arthur Kennedy in Sieg über das Dunkel
- Beste Hauptdarstellerin: Vivien Leigh in Endstation Sehnsucht
- Bester ausländischer Film: Das Wunder von Mailand von Vittorio De Sica

### National Board of Review
- Bester Film: Ein Platz an der Sonne von George Stevens
- Beste Regie: Akira Kurosawa für Rashomon – Das Lustwäldchen
- Bester Hauptdarsteller: Richard Basehart in Vierzehn Stunden
- Beste Hauptdarstellerin: Jan Sterling in Reporter des Satans
- Bester fremdsprachiger Film: Rashomon – Das Lustwäldchen von Akira Kurosawa

### Weitere Filmpreise und Auszeichnungen
- Deutscher Kritikerpreis: Peter Pewas
- Directors Guild of America Award: Joseph L. Mankiewicz für Alles über Eva, J. P. McGowan (Lebenswerk)
- British Film Academy Award: Alles über Eva von Joseph L. Mankiewicz
- Photoplay Award: Mississippi-Melodie von George Sidney (Bester Film), Mario Lanza (populärster männlicher Star), Doris Day (populärster weiblicher Star)
- Writers Guild of America Award: Duell in der Manege (Bestes Musical), Boulevard der Dämmerung (Bestes Drama), Der gebrochene Pfeil (Bester Western), Alles über Eva (Beste Komödie)

## Geburtstage

### Januar bis März
Januar

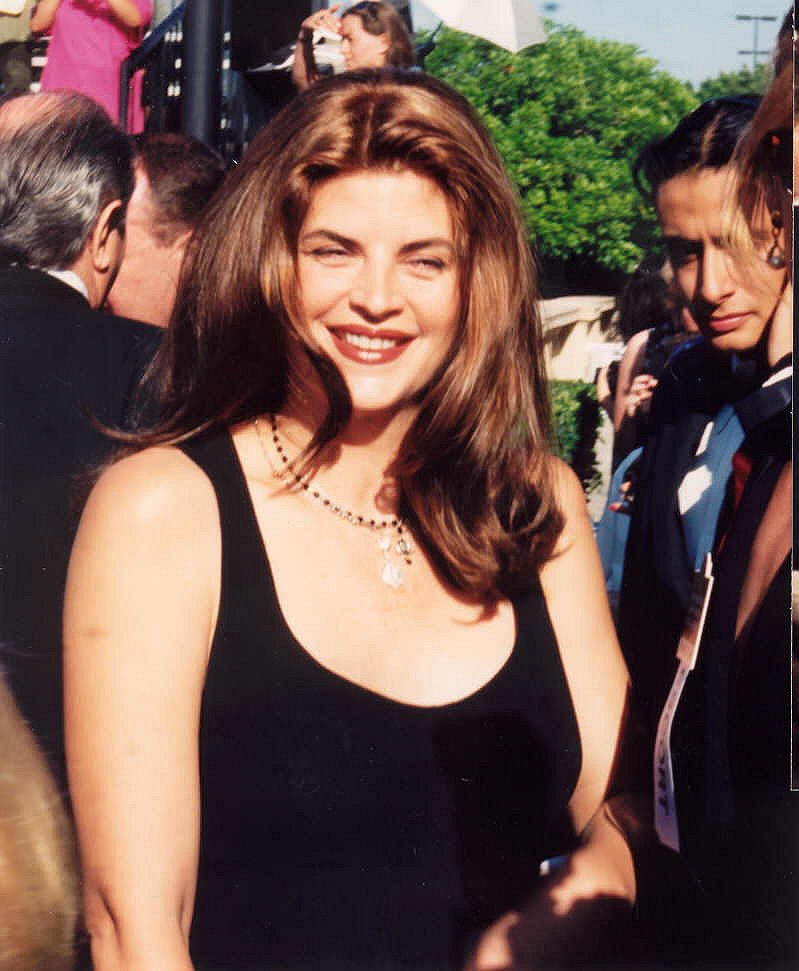
Kirstie Alley (* 12. Januar)

- 08. Januar: John McTiernan, US-amerikanischer Regisseur und Produzent
- 08. Januar: Edwige Pierre, britische Schauspielerin
- 12. Januar: Kirstie Alley, US-amerikanische Schauspielerin († 2022)
- 14. Januar: Sheldon Lettich, US-amerikanischer Regisseur und Drehbuchautor
- 23. Januar: David Patrick Kelly, US-amerikanischer Schauspieler
- 29. Januar: Manfred Lukas-Luderer, österreichischer Theater- und Filmschauspieler sowie Regisseur
- 30. Januar: Phil Collins, britischer Musiker und Schauspieler
- 30. Januar: Charles S. Dutton, US-amerikanischer Schauspieler
- 31. Januar: Cristine Rose, US-amerikanische Schauspielerin

Februar
- 01. Februar: Thomas Plenert, deutscher Kameramann († 2023)
- 05. Februar: Robin Sachs, britischer Schauspieler und Synchronsprecher († 2013)
- 06. Februar: Jacques Villeret, französischer Schauspieler († 2005)
- 09. Februar: Penny Peyser, US-amerikanische Schauspielerin
- 11. Februar: Cleo Kretschmer, deutsche Schauspielerin
- 13. Februar: David Naughton, US-amerikanischer Schauspieler
- 15. Februar: Jadwiga Jankowska-Cieślak, polnische Schauspielerin († 2025)
- 15. Februar: Jane Seymour, britische Schauspielerin
- 16. Februar: William Katt, US-amerikanischer Schauspieler
- 20. Februar: Mariama Hima, nigrische Regisseurin
- 22. Februar: Ellen Greene, US-amerikanische Schauspielerin
- 23. Februar: Patricia Richardson, US-amerikanische Schauspielerin
- 24. Februar: Helen Shaver, kanadische Schauspielerin
- 26. Februar: Franz Xaver Gernstl, deutscher Dokumentarfilmer und Produzent

März
- 11. März: Dominique Sanda, französische Schauspielerin
- 12. März: Caren Kaye, US-amerikanische Schauspielerin
- 13. März: Irina Alfjorowa, russische Schauspielerin
- 14. März: Season Hubley, US-amerikanische Schauspielerin
- 17. März: Sydne Rome, US-amerikanische Schauspielerin
- 17. März: Kurt Russell, US-amerikanischer Schauspieler
- 26. März: Maxime Leroux, französischer Schauspieler († 2010)

### April bis Juni
April

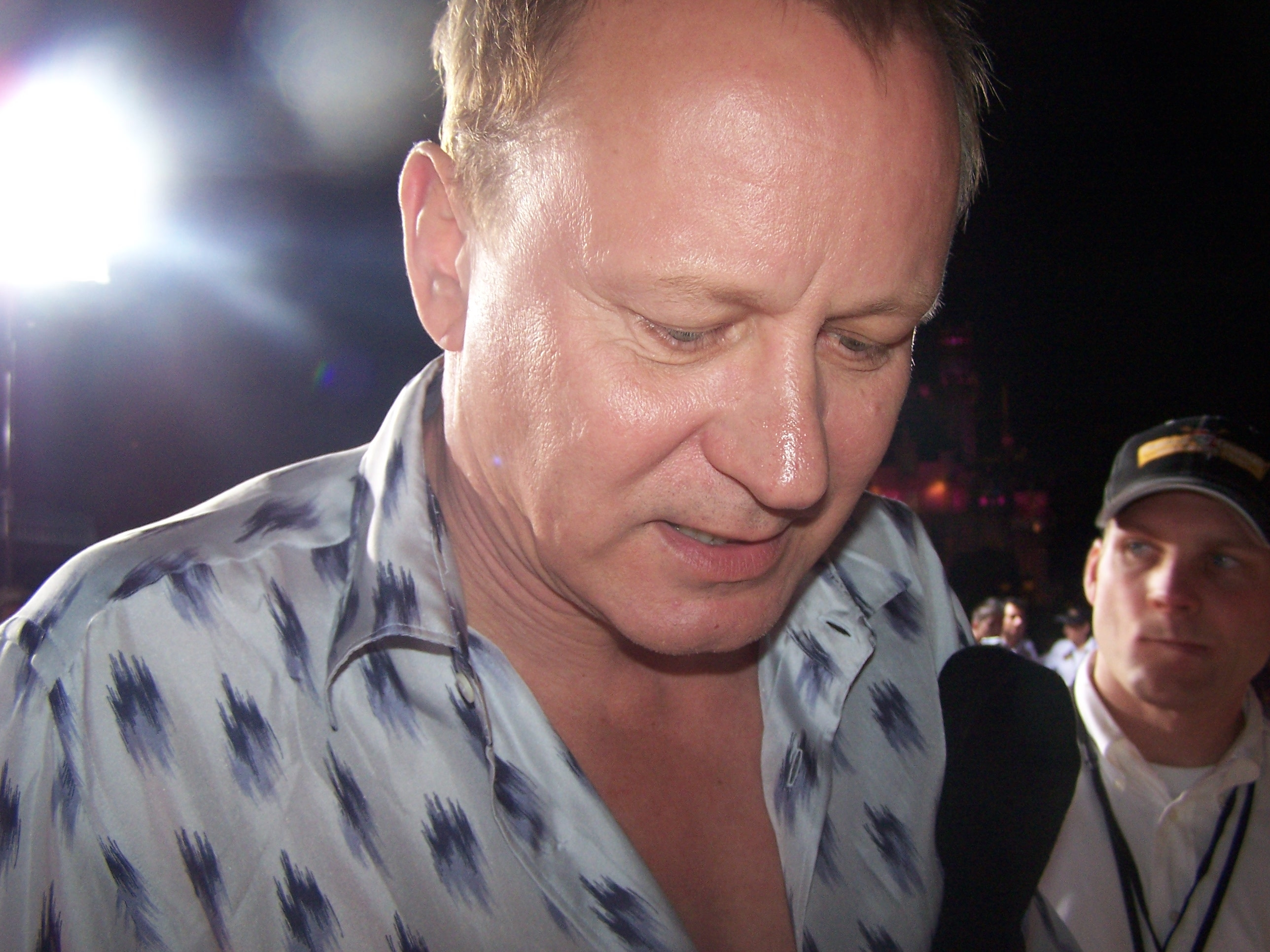
Stellan Skarsgård (* 13. Juni)

- 09. April: Bruno Zanin, italienischer Schauspieler († 2024)
- 10. April: Peter Bernstein, US-amerikanischer Komponist
- 12. April: Tom Noonan, US-amerikanischer Schauspieler
- 17. April: Olivia Hussey, britisch-argentinische Schauspielerin († 2024)
- 21. April: Tony Danza, US-amerikanischer Schauspieler
- 21. April: Jean-Pierre Dardenne, belgischer Regisseur
- 24. April: Steven Lisberger, US-amerikanischer Regisseur

Mai
- 04. Mai: Rolf de Heer, australischer Regisseur und Drehbuchautor
- 04. Mai: Gérard Jugnot, französischer Schauspieler
- 24. Mai: Hans-Maria Darnov, österreichischer Schauspieler
- 25. Mai: Patti D’Arbanville, US-amerikanische Schauspielerin
- 25. Mai: Bob Gale, US-amerikanischer Drehbuchautor
- 27. Mai: Ana Belén, spanische Schauspielerin
- 27. Mai: Antonia Bird, britische Regisseurin und Produzentin († 2013)
- 30. Mai: Stephen Tobolowsky, US-amerikanischer Schauspieler, Regisseur, Drehbuchautor

Juni
- 10. Juni: Peter Sehr, deutscher Regisseur und Drehbuchautor († 2013)
- 13. Juni: Stellan Skarsgård, schwedischer Schauspieler
- 14. Juni: Alexander Sokurow, russischer Regisseur
- 17. Juni: Dietmar Nigsch, österreichischer Schauspieler
- 18. Juni: Steve Miner, US-amerikanischer Regisseur
- 25. Juni: Ernest R. Dickerson, US-amerikanischer Kameramann und Regisseur
- 26. Juni: Pamela Bellwood, US-amerikanische Schauspielerin
- 27. Juni: Julia Duffy, US-amerikanische Schauspielerin

### Juli bis September
Juli

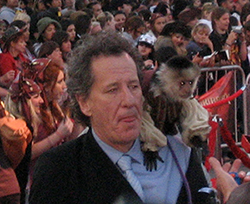
Geoffrey Rush (* 6. Juli)

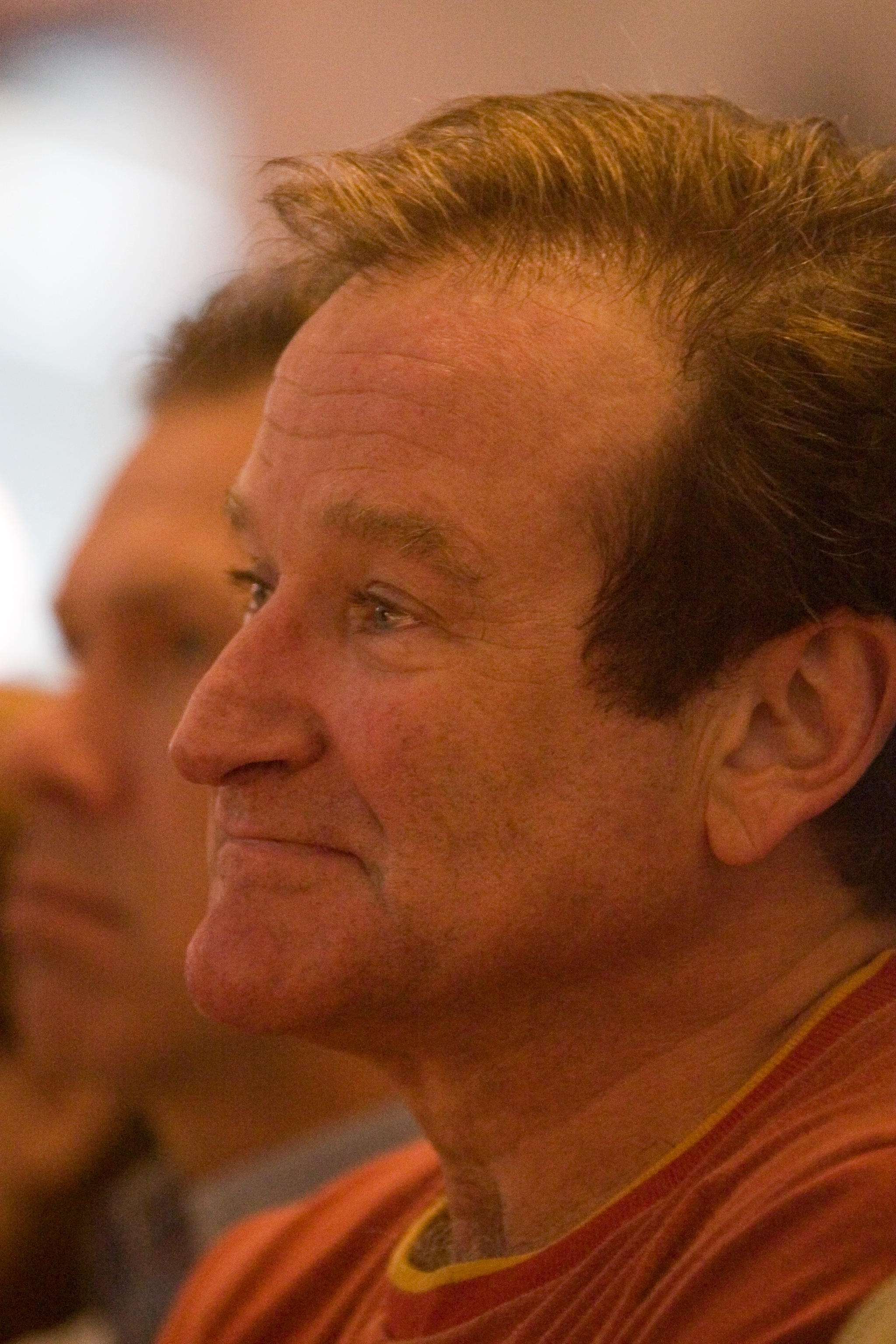
Robin Williams (* 21. Juli)

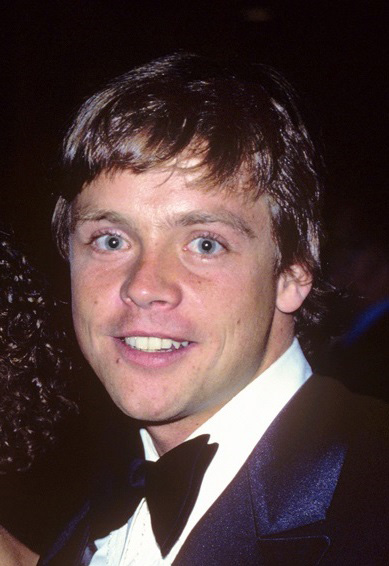
Mark Hamill (* 25. September)

- 01. Juli: Trevor Eve, britischer Schauspieler
- 01. Juli: Terrence Mann, US-amerikanischer Schauspieler
- 01. Juli: Victor Willis, US-amerikanischer Schauspieler
- 02. Juli: Fabio Frizzi, italienischer Komponist
- 02. Juli: Stefanie Werger, österreichische Schauspielerin
- 06. Juli: Geoffrey Rush, australischer Schauspieler
- 08. Juli: Anjelica Huston, US-amerikanische Schauspielerin
- 09. Juli: Chris Cooper, US-amerikanischer Schauspieler
- 12. Juli: Brian Grazer, US-amerikanischer Produzent
- 12. Juli: Cheryl Ladd, US-amerikanische Schauspielerin
- 12. Juli: Jamey Sheridan, US-amerikanischer Schauspieler
- 13. Juli: Didi Conn, US-amerikanische Schauspielerin
- 14. Juli: Erich Hallhuber, deutscher Schauspieler und Synchronsprecher († 2003)
- 15. Juli: Jesse Ventura, US-amerikanischer Schauspieler
- 16. Juli: Al Cliver, italienischer Schauspieler
- 16. Juli: Ulla Geiger, deutsche Schauspielerin und Filmemacherin († 2024)
- 17. Juli: Lucie Arnaz, US-amerikanische Schauspielerin
- 17. Juli: Frank Castorf, deutscher Regisseur und Drehbuchautor
- 18. Juli: Margo Martindale, US-amerikanische Schauspielerin
- 19. Juli: Abel Ferrara, US-amerikanischer Regisseur
- 21. Juli: Robin Williams, US-amerikanischer Schauspieler († 2014)
- 22. Juli: Tisa Farrow, US-amerikanische Schauspielerin und Model († 2024)
- 24. Juli: Beatrice Frey, schweizerisch-österreichische Schauspielerin
- 28. Juli: Natalja Belochwostikowa, russische Schauspielerin
- 31. Juli: Barry Van Dyke, US-amerikanischer Schauspieler

August
- 02. August: Marcel Iureș, rumänischer Schauspieler
- 03. August: Jay North, US-amerikanischer Schauspieler († 2025)
- 06. August: Catherine Hicks, US-amerikanische Schauspielerin
- 08. August: Martin Brest, US-amerikanischer Regisseur
- 17. August: Vérénice Rudolph, deutsche Schauspielerin
- 18. August: Teri McMinn, US-amerikanische Schauspielerin
- 23. August: Michael Mullins, US-amerikanischer Schauspieler
- 24. August: Jeffrey Friedman, US-amerikanischer Dokumentarfilmer
- 25. August: Grażyna Długołęcka, polnische Schauspielerin
- 30. August: Timothy Bottoms, US-amerikanischer Schauspieler

September
- 02. September: Mark Harmon, US-amerikanischer Schauspieler
- 04. September: Judith Ivey, US-amerikanische Schauspielerin
- 05. September: Michael Keaton, US-amerikanischer Schauspieler
- 07. September: Mark Isham, US-amerikanischer Komponist
- 10. September: Harry Groener, US-amerikanischer Schauspieler
- 12. September: Joe Pantoliano, US-amerikanischer Schauspieler
- 13. September: Jean Smart, US-amerikanische Schauspielerin
- 14. September: Sergei Arzibaschew, russischer Schauspieler († 2015)
- 19. September: Erwin Steinhauer, österreichischer Schauspieler
- 20. September: Hans-Günther Bücking, deutscher Kameramann und Regisseur († 2025)
- 20. September: Gina Gillespie, US-amerikanische Schauspielerin
- 24. September: Pedro Almodóvar, spanischer Regisseur
- 24. September: Christopher Greenbury, britischer Filmeditor († 2007)
- 24. September: Heinz Hoenig, deutscher Schauspieler
- 24. September: Rick Zumwalt, US-amerikanischer Schauspieler († 2003)
- 25. September: Mark Hamill, US-amerikanischer Schauspieler
- 25. September: Rafael Fuster Pardo, katalanischer Regisseur und Produzent
- 28. September: Muscha, deutscher Regisseur und Videokünstler († 2003)

### Oktober bis Dezember
Oktober

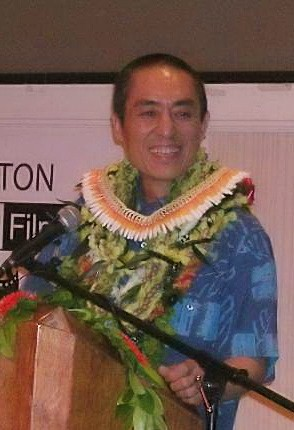
Zhang Yimou (* 14. November)

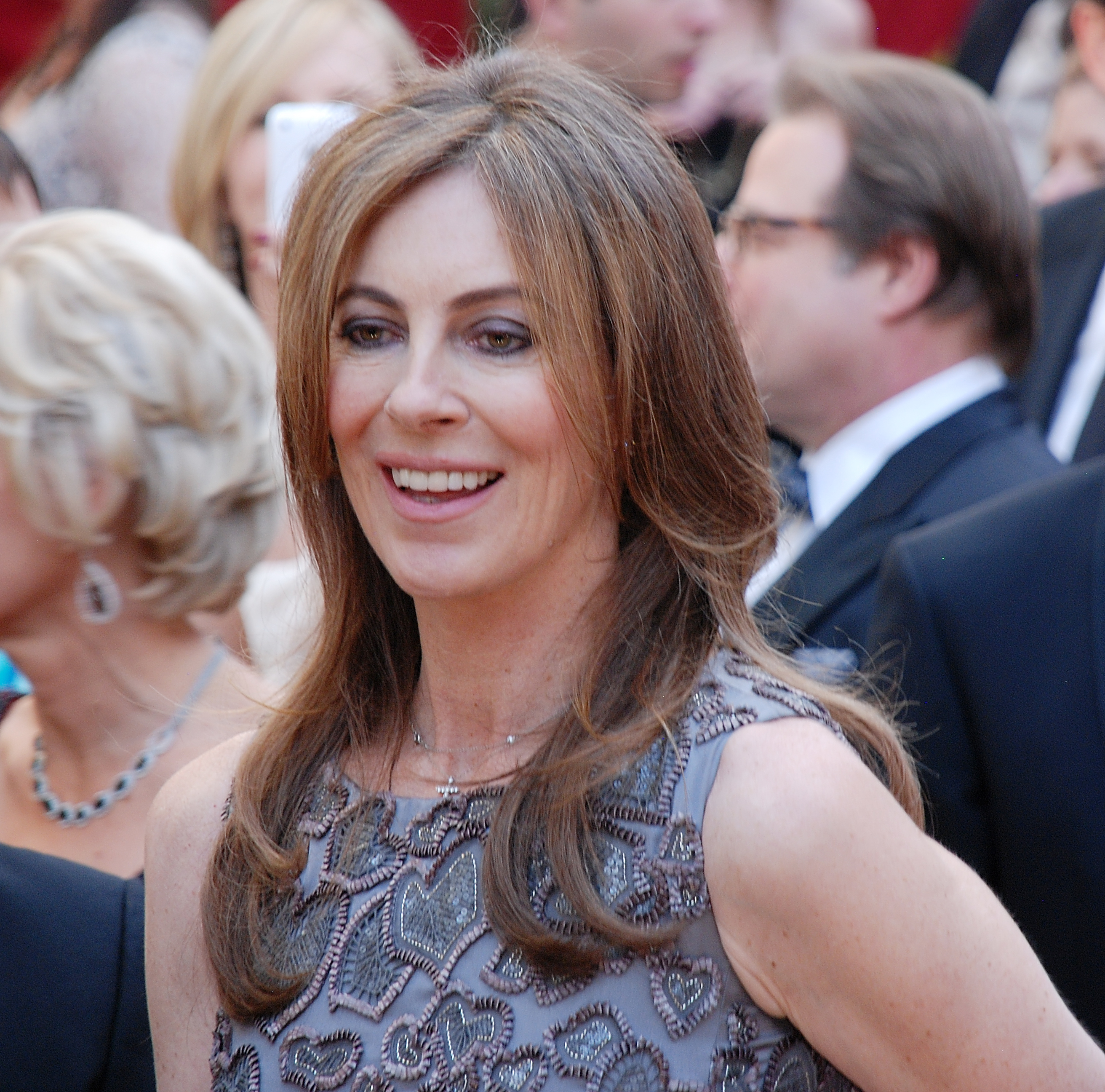
Kathryn Bigelow (* 27. November)

- 01. Oktober: Gerlinde Döberl, österreichische Schauspielerin († 1986)
- 02. Oktober: Claudio Fragasso, italienischer Regisseur und Drehbuchautor
- 02. Oktober: Sting, britischer Musiker und Schauspieler
- 03. Oktober: Nick Glennie-Smith, britischer Komponist
- 03. Oktober: Joel Polis, US-amerikanischer Schauspieler
- 04. Oktober: Stan Seidel, US-amerikanischer Drehbuchautor († 2000)
- 05. Oktober: Karen Allen, US-amerikanische Schauspielerin
- 09. Oktober: Richard Chaves, US-amerikanischer Schauspieler
- 10. Oktober: Mario Kassar, libanesisch-amerikanischer Produzent
- 10. Oktober: Arnulf Rating, deutscher Schauspieler
- 11. Oktober: Jackie Basehart, US-amerikanischer Schauspieler († 2015)
- 11. Oktober: Andreas Köbner, deutscher Komponist
- 11. Oktober: Brad Maule, US-amerikanischer Schauspieler, Sänger und Komponist
- 16. Oktober: Marina Coffa, italienische Schauspielerin († 2011)
- 19. Oktober: Annie Golden, US-amerikanische Schauspielerin und Komponistin
- 24. Oktober: Harald Wandel, deutscher Schauspieler
- 26. Oktober: Julian Schnabel, US-amerikanischer Regisseur
- 30. Oktober: Harry Hamlin, US-amerikanischer Schauspieler
- 31. Oktober: Jan Bereska, deutscher Schauspieler, Regisseur und Autor († 2024)

November
- 01. November: Reinhard Brock, deutscher Synchronsprecher und Dialogregisseur († 2013)
- 05. November: Hanns-Josef Ortheil, deutscher Schriftsteller und Drehbuchautor
- 10. November: Wiktor Suchorukow, russischer Schauspieler
- 11. November: Bill Moseley, US-amerikanischer Schauspieler
- 14. November: Sandahl Bergman, US-amerikanische Schauspielerin
- 14. November: Zhang Yimou, chinesischer Regisseur
- 15. November: Beverly D’Angelo, US-amerikanische Schauspielerin
- 16. November: Miguel Sandoval, US-amerikanischer Schauspieler
- 17. November: John Lindley, US-amerikanischer Kameramann
- 17. November: Stephen Root, US-amerikanischer Schauspieler
- 23. November: Aaron Norris, US-amerikanischer Regisseur
- 27. November: Kathryn Bigelow, US-amerikanische Regisseurin
- 30. November: June Chadwick, britische Schauspielerin
- 30. November: Bo Welch, US-amerikanischer Szenenbildner, Artdirector und Regisseur

Dezember
- 01. Dezember: Obba Babatundé, US-amerikanischer Schauspieler
- 01. Dezember: Treat Williams, US-amerikanischer Schauspieler († 2023)
- 03. Dezember: Samantha Fox, US-amerikanische Pornodarstellerin
- 04. Dezember: Mick Garris, US-amerikanischer Regisseur und Drehbuchautor
- 04. Dezember: Patricia Wettig, US-amerikanische Schauspielerin
- 05. Dezember: Morgan Brittany, US-amerikanische Schauspielerin
- 08. Dezember: Elfi Eschke, deutsch-österreichische Schauspielerin
- 14. Dezember: Mike Krüger, deutscher Komiker, Schauspieler, Kabarettist und Sänger

### Tag unbekannt
- Wolfgang Krause Zwieback, deutscher Schauspieler und Regisseur
- Shabbir Siddiquie, deutscher Produzent und Regisseur

## Verstorbene

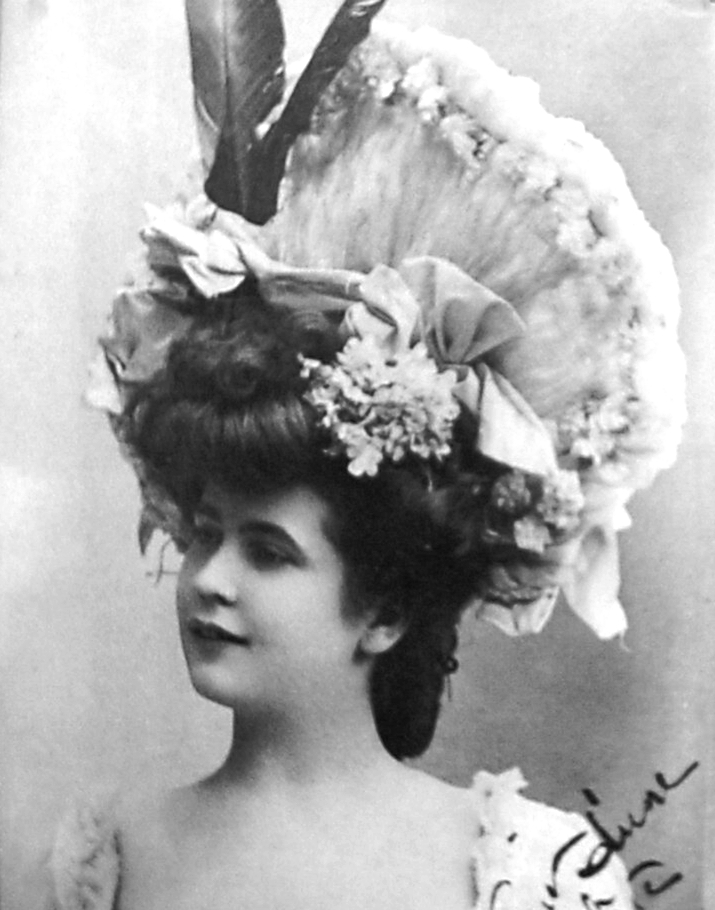
Marguerite Boulc’h († 3. Februar)

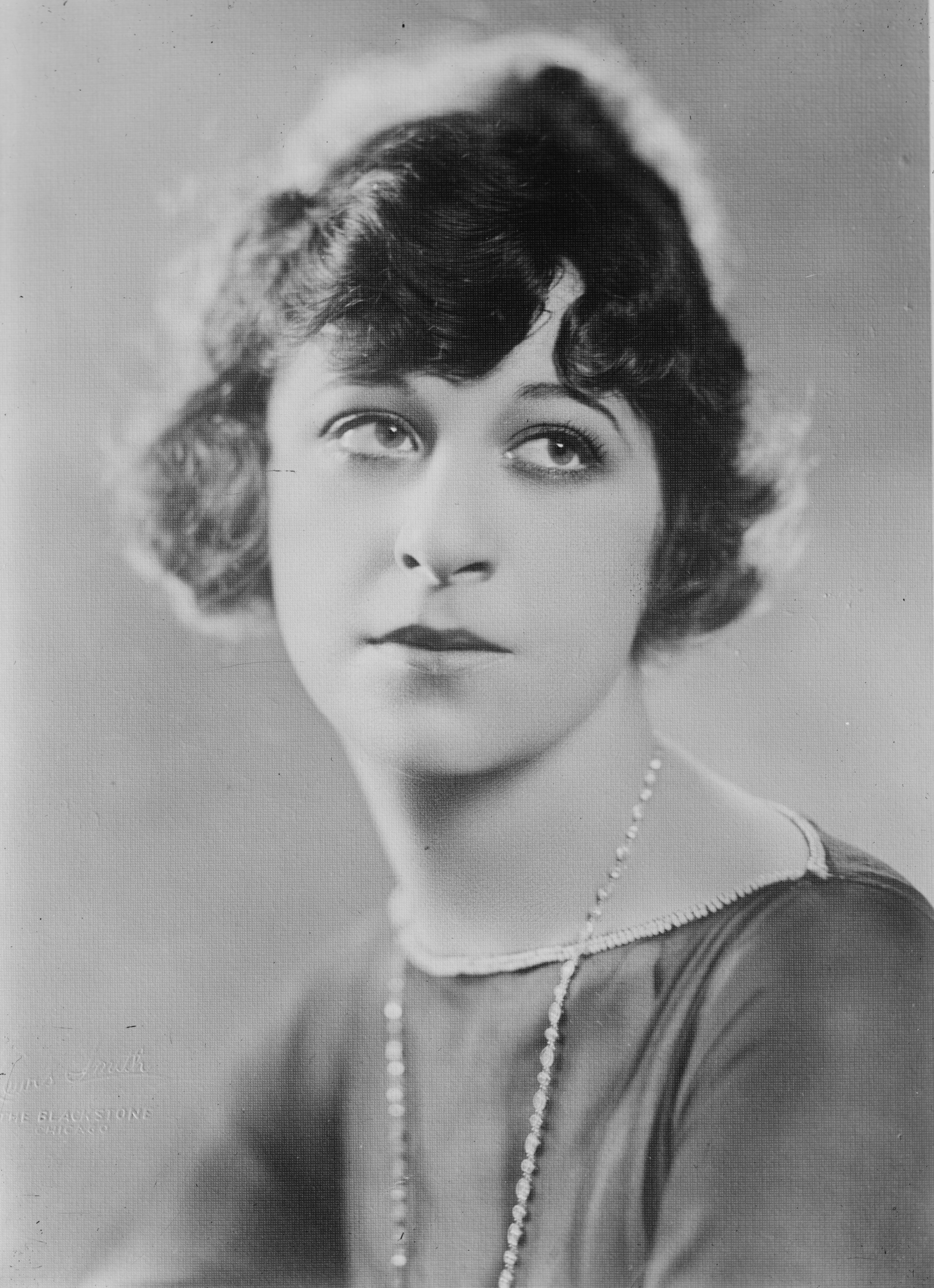
Fanny Brice († 29. Mai)

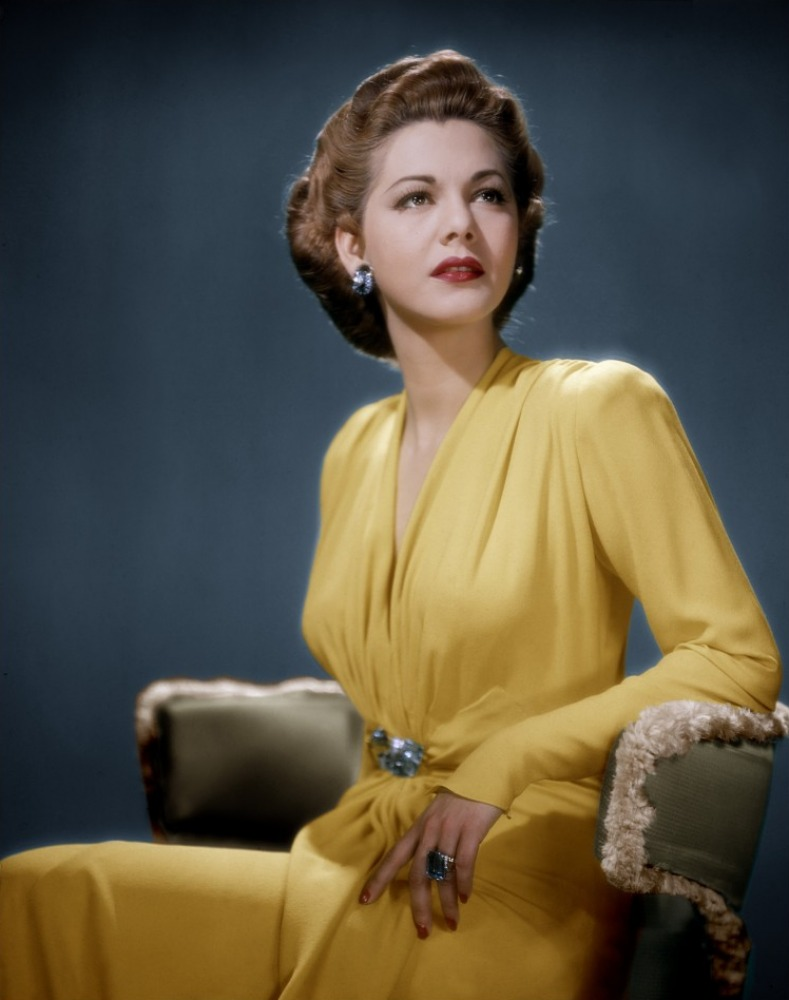
María Montez († 7. September)

### Januar bis Juni
- 18. Januar: Jack Holt, US-amerikanischer Schauspieler (* 1888)

- 03. Februar: Marguerite Boulc’h, französische Sängerin und Schauspielerin (* 1891)
- 11. Februar: Louis Brody, deutscher Schauspieler (* 1892)
- 15. Februar: Jack Luden, US-amerikanischer Schauspieler (* 1902)
- 17. Februar: Arnold Pressburger, deutscher Produzent (* 1885)
- 19. Februar: Vester Pegg, US-amerikanischer Schauspieler (* 1889)

- 04. März: Dina Galli, italienische Schauspielerin (* 1877)
- 25. März: Oscar Micheaux, US-amerikanischer Regisseur und Schriftsteller (* 1884)
- 31. März: Georg H. Schnell, deutscher Schauspieler (* 1878)

- 18. April: Amanda Lindner, deutsche Schauspielerin (* 1868)
- 22. April: Stanley Ridges, britisch-US-amerikanischer Schauspieler (* 1890)

- 01. Mai: Nora Cecil, US-amerikanische Schauspielerin (* 1878)
- 02. Mai: Edwin L. Marin, US-amerikanischer Regisseur (* 1899)
- 07. Mai: Warner Baxter, US-amerikanischer Schauspieler (* 1889)
- 17. Mai: S. Sylvan Simon, US-amerikanischer Regisseur und Produzent (* 1910)
- 27. Mai: Max Wallner, deutscher Drehbuchautor (* 1891)
- 29. Mai: Fanny Brice, US-amerikanische Schauspielerin (* 1891)

- 09. Juni: Mayo Methot, US-amerikanische Schauspielerin (* 1904)
- 27. Juni: Carl Günther, österreichischer Schauspieler (* 1885)

### Juli bis Dezember
- 05. Juli: James Norman Hall, US-amerikanischer Autor (* 1887)
- 07. Juli: Luli von Bodenhausen, deutsch-US-amerikanische Schauspielerin (* 1902)
- 23. Juli: Robert J. Flaherty, US-amerikanischer Dokumentarfilmer (* 1884)
- 27. Juli: Emile Boreo, US-amerikanischer Schauspieler (* 1885)

- 09. August: Tony Gaudio, US-amerikanischer Regisseur (* 1883)
- 28. August: Robert Walker, US-amerikanischer Schauspieler (* 1918)

- 07. September: María Montez, dominikanische Schauspielerin (* 1912)
- 09. September: Gibson Gowland, britischer Schauspieler (* 1877)

- 17. Oktober: Eugen Illés, ungarischer Regisseur (* 1879)
- 22. Oktober: Philip Rosen, US-amerikanischer Regisseur, Kameramann und Produzent (* 1888)
- 23. Oktober: Leo Birinski, US-amerikanischer Drehbuchautor und Regisseur (* 1884)
- 28. Oktober: Mady Christians, österreichische Schauspielerin (* 1896)

- 03. November: Edgar Pauly, deutscher Schauspieler (* 1880)
- 03. November: Richard Wallace, US-amerikanischer Drehbuchautor, Regisseur und Produzent (* 1894)
- 29. November: Pramathesh Chandra Barua, indischer Regisseur und Schauspieler (* 1903)

- 21. Dezember: Hardy von François, deutscher Schauspieler und Intendanzrat (* 1879)